# 400年
| 千纪： | 1千纪 |
| 世纪： | 3世纪 \| 4世纪 \| 5世纪 |
| 年代： | 370年代 \| 380年代 \| 390年代 \| 400年代 \| 410年代 \| 420年代 \| 430年代 |
| 年份： | 395年 \| 396年 \| 397年 \| 398年 \| 399年 \| 400年 \| 401年 \| 402年 \| 403年 \| 404年 \| 405年                                                                                        |
| 纪年： | 庚子年（鼠年）；东晋隆安四年；后燕长乐二年；后秦弘始二年；西秦太初十三年；北魏天兴三年；后凉咸寧二年；南凉建和元年；北凉天玺二年；南燕南燕三年、建平元年；西涼庚子元年；高句丽永乐十年 |

## 大事記
- 羅馬帝國

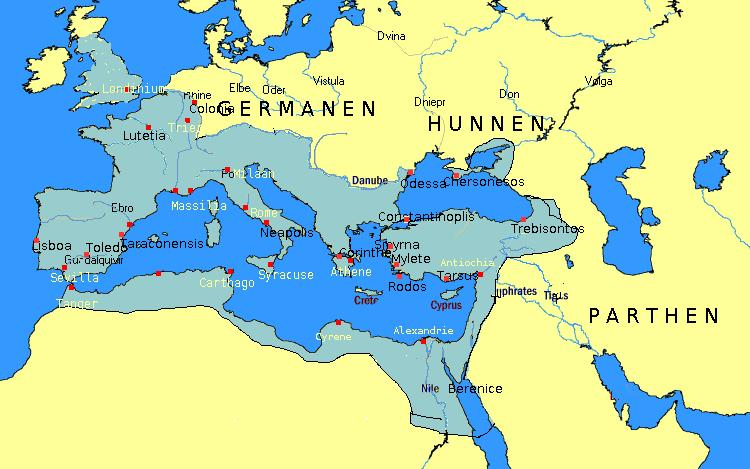
公元400年的歐洲。

  - 皇帝伽列里烏斯在帖撒羅尼迦的墓地被改建成教堂。
  - 斯提里科被任命為西羅馬帝國執政官。
- 大洋洲
  - 汤加，萨摩亚人大移民。
- 中國 五胡十六國
  - 西秦被羌人姚氏的後秦擊敗，乞伏乾歸投奔南涼。
  - 李暠在敦煌称凉公，建立西涼政權。
  - 南燕王慕容德正式稱帝，改元建平，封哥哥慕容納之子慕容超為太子。
- 中國 東晉
  - 孫恩入餘姚，破上虞，進軍至邢浦，被謝琰參軍劉宣之擊退後不久再度進軍邢浦，並逼近會稽，守城的謝琰出戰但戰死。朝廷派桓不才、孫無終和高雅之領兵鎮壓，孫恩雖敗高雅之，隨後被劉牢之擊敗，孫恩再度逃入海島。
  - 朝廷下詔以桓玄都督荊司雍秦梁益寧七州諸軍事、後將軍、荊州刺史、假節；另以桓温之子桓偉為江州刺史。
  - 司馬元顯領徐州刺史，加侍中、後將軍、開府儀同三司、都督揚豫徐兗青幽冀并荊江司雍梁益交廣十六州諸軍事。

## 各国领袖

### 非洲
- 阿克苏姆 -（可能是）埃翁，阿克苏姆国王，具体在位年代不详

### 亞洲
- 中國
  - 东晋 - 晋安帝，东晋皇帝，397年－418年
  - 北魏 - 魏道武帝，北魏皇帝，386年－409年
  - 后秦 - 姚兴，后秦皇帝，394年－416年
  - 西秦 - 乞伏乾归，西秦国王，388年－412年
  - 后燕 - 慕容盛，后燕皇帝，398年－401年
  - 南燕 - 慕容德，南燕皇帝，398年－405年
  - 后凉 -

  1. 吕光，后凉天王，386年－400年
  2. 吕绍，后凉天王，400年
  3. 吕纂，后凉天王，400年－401年

  - 北凉 - 段业，北凉国王，397年－401年
  - 南凉 - 秃发利鹿孤，武威王，399年－402年
  - 西凉 - 李，凉公，400年－417年
  - 仇池 - 杨盛，仇池公，394年－425年
  - 吐谷浑 -

  1. 视罴，吐谷浑国王，390年－400年
  2. 乌纥提，吐谷浑国王，400年－405年
- 朝鮮
  - 百濟 - 阿莘王，百濟国王，392年－405年
  - 高句麗 - 好太王，高句麗国王，391年－413年
  - 新羅 - 奈勿王，新羅国王，356年－402年
  - 驾洛（金官伽倻）- 金伊尸品，驾洛国王，346年－407年
- 印度
  - 笈多帝国 - 旃陀罗笈多二世，笈多帝国国王，375年－414年
  - 伐迦陀迦
    - 补罗婆罗补罗-难提伐弹那支系 - 地婆诃罗西那，伐迦陀迦国王，385年－400年
    - 婆蹉瞿尔摩支系 - 文底耶西那，伐迦陀迦国王，355年－400年
- 伊朗（萨珊王朝）- 伊嗣俟一世，波斯萨珊王朝国王，399年－420年

### 歐洲
- 西罗马帝国 - 
  1. 弗拉维乌斯·奥古斯都·霍诺留，西罗马帝国皇帝，395年－423年
  2. 斯提里科，西罗马帝国皇帝，395年－408年
- 东罗马帝国 - 阿卡狄奥斯，东罗马帝国皇帝，395年－408年
- 亚美尼亚 - 瓦拉姆·谢普赫 ，亚美尼亚国王，389年－417年
- 格鲁吉亚（高加索伊比利亚王国） - 提尔达特（Tirdat），高加索伊比利亚国王，394年－406年
- 爱尔兰 - Niall Noigíallach，爱尔兰国王，378年－405年
- 西哥特王国 - 亚拉里克一世，西哥特国王，395年－410年

### 美洲
- 玛雅
  - 蒂卡尔 - “蜷鼻王”，蒂卡尔国王，约379年－约411年

## 逝世
- 段皇后，後燕惠愍帝慕容寶的皇后，後被追封為「惠德皇后」。
- 李陵容，東晉晉簡文帝司馬昱的皇后，後被追封為「孝武文太后」。
- 謝琰，謝安次子。東晉重要將領，為淝水之戰的功臣。

## 其他历法
| 佛曆 944                    |
| 埃塞俄比亞曆 392 – 393      |
| 希伯來曆 4160 – 4161        |
| 印度曆 印度國家曆 322 – 323 |
| 伊朗曆 222 – 221            |
| 伊斯兰曆 229 – 228          |
| 儒略曆 445                  |
| 泰國曆 943                  |